# مونتگومری (کالیفرنیا)
مونتگومری (به انگلیسی: Montgomery) یک منطقهٔ مسکونی در ایالات متحده آمریکا است که در شهرستان مندوسینو، کالیفرنیا واقع شده‌است. مونتگومری ۴۳۳ متر بالاتر از سطح دریا واقع شده‌است.